# Канозеро
Кано́зеро — озеро в Мурманской области, расположенное на юго-западе Кольского полуострова. Площадь поверхности — 84,3 км². Площадь водосборного бассейна — 4920 км². Высота над уровнем моря — 52,7 м.

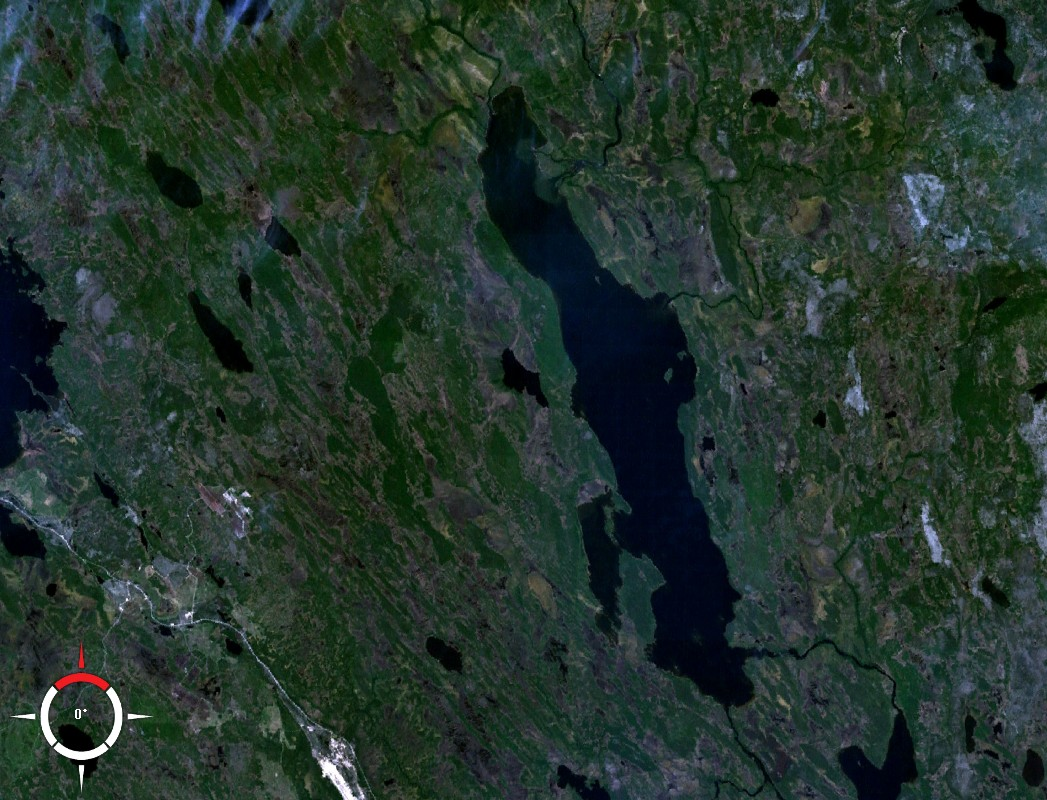

Относится к бассейну Белого моря, связана с ним рекой Умба, на которой и располагается. Питание озера в основном снеговое. Ледостав в октябре-ноябре, ледоход в мае-начале июня. Озеро также известно Канозерскими петроглифами.
В озеро впадают реки Умба, Муна и Кана. Вытекают два рукава Умбы: Кица (порог Падун) и Родвинга (порог Канозерский), которые в 10 км ниже по течению впадут в озеро Пончозеро.